# 齐奈达·格雷恰尼
齐奈达·格雷恰尼（羅馬尼亞語：Zinaida Greceanîi，發音：[ziˈnajda ɡreˈtʃe̯anɨj]；1956年2月7日—），摩尔多瓦政治家，摩尔多瓦共产党人党成员。2008年3月31日，格雷恰尼领导的新政府赢得议会的信任投票，同日她宣誓就任总理，一年後卸任。
她之後加入摩爾多瓦共和國社會主義者黨，並於2019年當選國會議長。

## 经历
格雷恰尼在俄罗斯托木斯克州出生。2000年至2001年任摩尔多瓦财政部副部长，2001年至2002年任财政部第一副部长，2002年2月8日获总统沃罗宁任命为代理财长，2月26日正式获委任为财长。在财政部任职3年后，她在2005年10月10日起出任第一副总理。
总理塔尔列夫在2008年3月19日辞职后，沃罗宁提名格雷恰尼出任总理，3月31日格雷恰尼领导的新政府赢得议会的信任投票，格雷恰尼随之成为摩尔多瓦第一位女总理。
2009年4月，摩尔多瓦共产党人党在议会选举中获胜，格雷恰尼被提名为总统候选人，但是在议会投票中由于反对党抵制，两次都差一票没有当选。按照宪法，议会解散，提前举行大选。6月10日，摩尔多瓦议会以59票通过了以格雷恰内为总理的临时政府及施政纲领。
2009年7月29日，摩尔多瓦再次举行议会选举，摩共赢得新议会48席，夺得其余53席的自由民主党、自由党、民主党和我们的摩尔多瓦联盟决定结盟，组织新政府。8月28日，自由党主席米哈伊·金普当选为议长。9月2日，摩尔多瓦共产党人党领袖、总统沃罗宁表示，在目前国家和党处于危机的时刻，他打算辞去总统职务。格雷恰尼因为当选议员而决定辞去代理总理（看守政府总理）职务。根据摩宪法有关规定，议员必须放弃一切公职。为此，担任公职的新议会当选议员必须在9月14日前在公职和议员中做出选择。摩尔多瓦代理总统沃罗宁9月10日签署总统令，任命司法部长维塔列·伯尔洛格为代理总理，以接替格雷恰尼。伯尔洛格将从14日开始行使代理总理职权，直至新政府宣誓就职。 （页面存档备份，存于），目前其为摩尔多瓦社会主义者党党主席。

## 荣誉
- 共和国勋章（摩尔多瓦，2006年）[2]
- 荣誉勋章（摩尔多瓦，2003年）[3]